# 피아노 치는 남자
《피아노 치는 남자》는 2003년 3월 21일에 MBC에서 방영한 베스트극장이다.

## 등장 인물

### 주요 인물
- 정성화 : 박석구 역
- 조하나 : 정연희 역 - 태수의 누나

### 그 외 인물
- 이재포 : 병호 역
- 김동수 : 영길 역
- 조현숙 : 아이 엄마 역
- 김승현
- 최범호 : 형사 역
- 김신일
- 류덕환 : 학원생 역